# Myślenice (gmina)
La gmina Myślenice est une commune urbaine-rurale de la voïvodie de Petite-Pologne et du powiat de Myślenice dans le sud de la Pologne. Son siège est dans la ville de Myślenice, à approximativement 26 km au sud de la capitale régionale Cracovie.
La gmina Myślenice couvre une surface de 153,7 km2 et comptait 42 471 habitants en 2011 (18 414 pour la population de Myślenice et 24 057 pour la population des villages ruraux).

## Villages
En plus de la ville de Myślenice, la gmina de Myślenice comprend les villages et localités de Bęczarka, Borzęta, Bulina, Bysina, Droginia, Głogoczów, Jasienica, Jawornik, Krzyszkowice, Łęki, Osieczany, Polanka, Poręba, Trzemeśnia, Zasań et Zawada.

## Gminy voisines
La gmina Myślenice est voisine des gminy de Dobczyce, Mogilany, Pcim, Siepraw, Skawina, Sułkowice et de Wiśniowa.